# فهرست اجرام کالدول

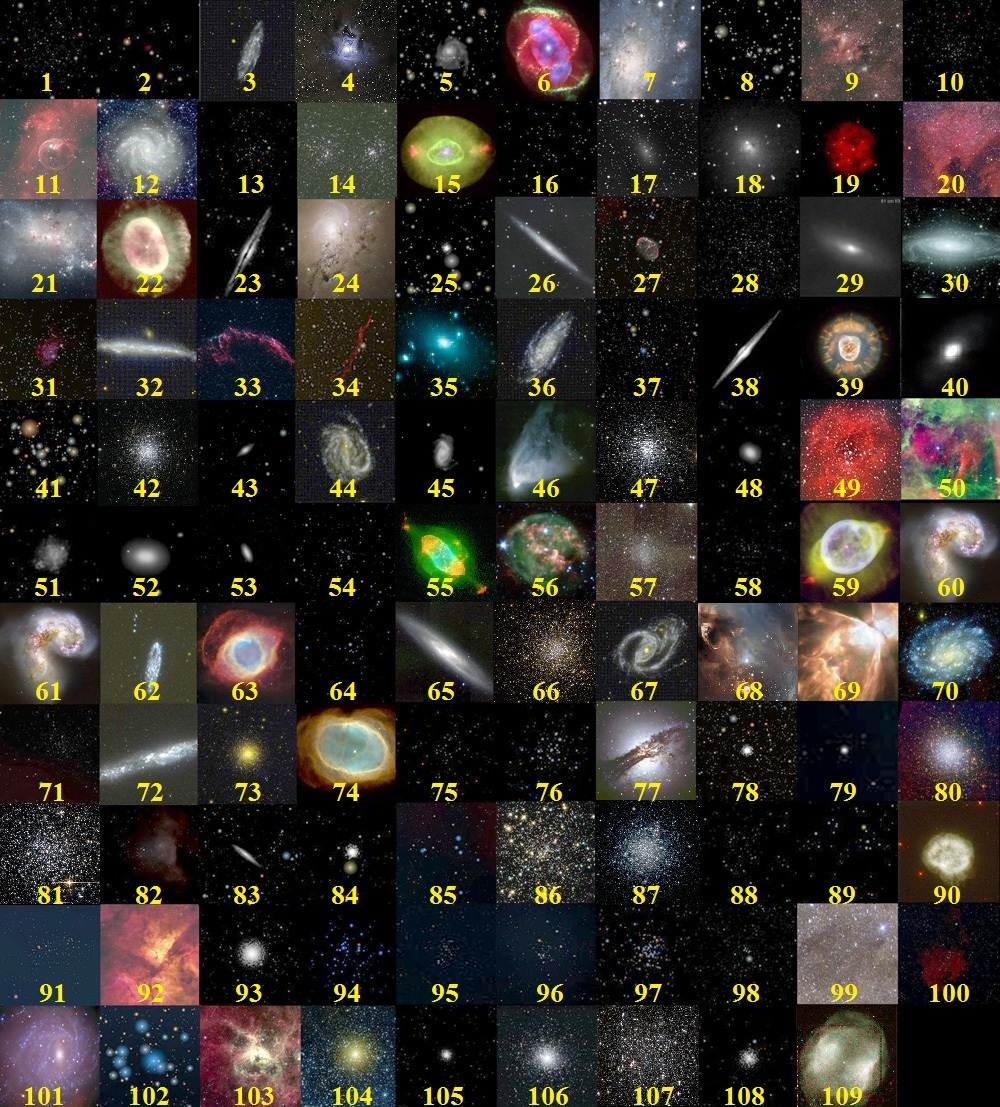
فهرست اجرام کالدول

فهرست کالدول یک فهرست نجومی شامل ۱۰۹ جرم برای رصد ستاره‌شناسان آماتور است. در این فهرست مجموعه‌ای از خوشه‌های ستاره‌ای، سحابی‌ها و کهکشان‌ها جمع‌آوری شده است. سر پاتریک مور این فهرست را به عنوان تکمیل کننده فهرست مسیه جمع‌آوری کرد.
با وجود اینکه بیش‌تر ستاره‌شناسان آماتور از فهرست مسیه برای رصد اجرام ژرفای آسمان استفاده می‌کنند، مور ادعا کرد که آن فهرست برای چنین هدفی تهیه نشده است و بنابراین بسیاری از پرنورترین اجرام ژرفای آسمان را در خود ندارد. اجرامی مانند قلائص، خوشه دوتایی (ان‌جی‌سی ۸۶۹ و ان‌جی‌سی ۸۸۴)، و کهکشان سنگ‌تراش (ان‌جی‌سی ۲۵۳) در فهرست مسیه نیستند. در واقع فهرست مسیه ار اجرام شناخته شده‌ای تهیه شده است که ممکن بود با دنباله‌دارها اشتباه گرفته شوند. مور همچنین متوجه شد که  چون مسیه فهرست خود را در پاریس تهیه کرده است، بسیاری از جرم‌های نیمکره جنوبی مانند اومگا قنطورس، قنطورس ای، صندوق جواهر، ۴۷ توکان، را در خود ندارد. مور فهرستی ۱۰۹تایی گردآوری کرد تا برابر با تعداد اجرام فهرست مسیه باشد (ام ۱۱۰ را مستثنی دانست) و آن را در شماره دسامبر مجله اسکای اند تلسکوپ سال ۱۹۹۵ میلادی (آذر ۱۳۷۴ خورشیدی) چاپ کرد. از آن‌جا که حرف اول مور با ام شروع می‌شد (مانند مسیه) او از کنیه خود (کالدول) استفاده کرد. مدخل‌های این فهرست با حرف «سی» و شماره‌های از یک تا صد و نه مشخص شده‌اند. 
برحلاف فهرست مسیه که ترتیب ثبت‌شان تقریباً بر اساس تاریخ پیدا شدن‌شان ردیف شده است، در فهرست کالدول اجرام بر مبنای میل مرتب شده‌اند. به این ترتیب که سی۱ شمالی‌ترین جرم و سی ۱۰۹ جنوبی‌ترین جرم این فهرست هستند.